# Divano di famiglia
Divano di famiglia (Mother, Couch) è un film del 2023 scritto e diretto da Niclas Larsson.
La pellicola è l'adattamento cinematografico del romanzo omonimo di Jerker Virdborg.

## Trama
Un'anziana signora in un negozio di mobili decide di sedersi su un divano e non alzarsi più. I tre figli intervengono per provare a convincerla a lasciare il negozio.

## Produzione
Nel luglio 2022 è stato annunciato che Ellen Burstyn, Ewan McGregor, Taylor Russell, Rhys Ifans, Lara Flynn Boyle, Lake Bell e F. Murray Abraham avrebbero recitato in un film di Niclas Larsson tratto dal romanzo Mamma i soffa di Jerker Virdborg.
Le riprese principali sono iniziate a Charlotte nell'ottobre 2022 e sono durante ventisette giorni.

## Promozione
Il primo trailer italiano è stato diffuso il 30 luglio 2024.

## Distribuzione
Il film è stato presentato in anteprima mondiale il 9 settembre 2023 al Toronto International Film Festival. Due settimane più tardi è stato presentato anche al San Sebastián International Film Festival, prima di essere distribuito nelle sale statunitensi il 5 luglio 2024 e in quelle italiane il 29 agosto successivo.

## Accoglienza

### Critica
Rotten Tomatoes riporta un indice di gradimento del 39% a fronte di 44 recensioni.